# Patrick Mayo
Patrick Mayo (Port Elizabeth, 15 maggio 1973) è un ex calciatore sudafricano, di ruolo attaccante.

## Carriera

### Club
Ha sempre giocato nel campionato sudafricano.

### Nazionale
Con la Nazionale sudafricana ha preso parte alla Coppa d'Africa nel 2004.